# اشک رقاصه
اشک رقاصه فیلمی به کارگردانی اسماعیل پورسعید و نویسندگی بهمن زرین‌پور محصول سال ۱۳۵۶ است.

## بازیگران
- منوچهر وثوق
- شهناز تهرانی
- شهلا یوسفی
- یداله شیراندامی
- منوچهر اخضرپور
- نعمت اله گرجی
- هنگامه
- حسن رضایی
- حسین صفاریان
- حمید دلشکیب
- شیوا
- رضا ذوالفقاری
- مرتضی رحیمی
- مینا جعفری
- شهرام ثمینی پور
- جلال موسوی